# Belm
Belm ist eine Gemeinde im Landkreis Osnabrück in Niedersachsen. Belm gehört als Vorortgemeinde der Stadt Osnabrück zum Ballungsraum Osnabrück.

## Geografie

### Geografische Lage
Belm liegt im Osnabrücker Land an den südlichen Ausläufern des Wiehengebirges und im nordöstlichen Teil des Osnabrücker Hügellandes mitten im Natur- und Geopark TERRA.vita. Mit der Nette und dem Belmer Bach durchfließen zwei Nebenflüsse der Hase das Gemeindegebiet.

### Geologie
Geologisch ist die gesamte Region interessant: Es lassen sich hier diverse Erdzeitalter vom Trias bis zum Neogen auf einem verhältnismäßig kleinem Raum nachweisen. So befinden sich in dem zum nördlichen Gemeindegebiet gehörenden Abschnitt des Wiehengebirges Schichten von Schwarzkreide, während in den Ortsteilen Belm und Haltern Mergelschichten vorherrschen. Dazwischen liegen Gebiete, die für ihren Reichtum an Saaleeiszeit-Findlingen, wie der Gattberg, bekannt sind.

### Klima
Belm ist klimatisch vom Übergangsklima der gemäßigten Klimazone zwischen dem maritimen Klima der Nordseeküste und dem kontinentalen Klima des Südens und Ostens geprägt. Dabei ist aber der Einfluss des Atlantiks mit seinem Golfstrom immer noch größer als der der eurasischen Kontinentalmasse. Das bedeutet, dass die Winter normalerweise weniger kühl und die Sommer weniger heiß sind als zum Beispiel in Hannover oder gar Berlin. Die vorherrschenden Westwinde sorgen dabei für einen regelmäßigen Feuchtigkeitszufluss.
|                        | Jan | Feb | Mär | Apr | Mai  | Jun  | Jul  | Aug  | Sep  | Okt | Nov | Dez |   |     |
| Mittl. Temperatur (°C) | 0,9 | 1,4 | 4,1 | 7,7 | 12,3 | 15,4 | 16,8 | 16,5 | 13,5 | 9,7 | 5,0 | 2,1 | ⌀ | 8,8 |
|                        |     |     |     |     |      |      |      |      |      |     |     |     |   |     |
| Niederschlag (mm)      | 75  | 55  | 65  | 57  | 69   | 82   | 73   | 72   | 66   | 60  | 76  | 85  | Σ | 835 |
|                        |     |     |     |     |      |      |      |      |      |     |     |     |   |     |
| Sonnenstunden (h/d)    | 1   | 2   | 3   | 5   | 6    | 6    | 6    | 6    | 4    | 3   | 2   | 1   | ⌀ | 3,8 |

|  |

|  |

|  |

|  |

|  |

|  |

|  |

|  |

|  |

|  |

|  |

|  |

|  |

|  |

|  |

|  |

|  |

|  |

|  |

|  |

|  |

|  |

|  |

|  |

### Wetterereignisse
- 26. Juni 1905: Ein Tornado richtete in den heutigen Ortsteilen Vehrte und der Haltern Schäden an.[4]
- 25. November 2005: Das Münsterländer Schneechaos sorgt auch in Belm für Stromausfälle und abgeknickte Bäume.
- 6. August 2001: Ein Tornado zog durch das Ortsgebiet von Belm. In einer sechs Kilometer und 50 Meter breiten Schneise hinterließ er Schäden von über 5 Millionen DM.[5]

### Nachbargemeinden
Die Gemeinde grenzt im Uhrzeigersinn
- im Norden an die Gemeinde Bramsche
- im Osten an die Gemeinde Ostercappeln
- im Südosten an die Gemeinde Bissendorf
- im Südwesten und Westen an die kreisfreie Stadt Osnabrück (Ortsteile: Darum/Gretesch/Lüstringen, Widukindland, Dodesheide und Haste)
- im Nordwesten an die Gemeinde Wallenhorst (alle Landkreis Osnabrück)

| Wallenhorst 12 km | Engter 13 km                                | Ostercappeln 9 km |
| Osnabrück 9 km    | Kompassrose, die auf Nachbargemeinden zeigt | Bad Essen 16 km   |
| Lengerich 30 km   | Kloster Oesede 15 km                        | Bissendorf 10 km  |

### Gemeindegliederung
Die Gemeinde gliedert sich in folgende Ortsteile: Belm (-Powe), Icker, Haltern (-Wellingen) und Vehrte.
| Ortsteil                  | Größe (km²) | Einwohner | Einwohner/km² |
| ------------------------- | ----------- | --------- | ------------- |
| Belm (incl. Powe)         | 20,1        | 9373      | 466           |
| Haltern (incl. Wellingen) | 10,2        | 625       | 61            |
| Icker                     | 10,4        | 1089      | 104           |
| Vehrte                    | 15,8        | 2928      | 185           |

#### Belm
Der heutige Ortskern Belm, der der Gemeinde ihren Namen gab, entstand aus der Fusion der Gemeinden (Alt-)Belm und Powe. Er ist der einwohnermäßig größte Ortsteil der Gemeinde, hier befindet sich auch das eigentliche Gemeindezentrum mit Rathaus, Schul- und Sportzentrum, Geschäften, Einkaufszentren, Industrie- und Handwerksbetrieben. Der Ort wurde bis zur Fertigstellung der Ortsumgehung im Jahre 2019 von Nordosten nach Südwesten von der Bundesstraße 51 geteilt. In diesem Bereich haben sich ein Großteil der Industriebetriebe und Einkaufszentren angesiedelt, während sich südlich davon die Wohngebiete mit allen kulturellen und sozialen Einrichtungen sowie kleineren Geschäften und Restaurants ausbreiten. Der Marktplatz vor dem Rathaus ist alljährlich im Sommer acht Wochen lang Schauplatz des Belmer Kultursommers sowie des jeden Donnerstag stattfindenden Wochenmarktes.

#### Icker

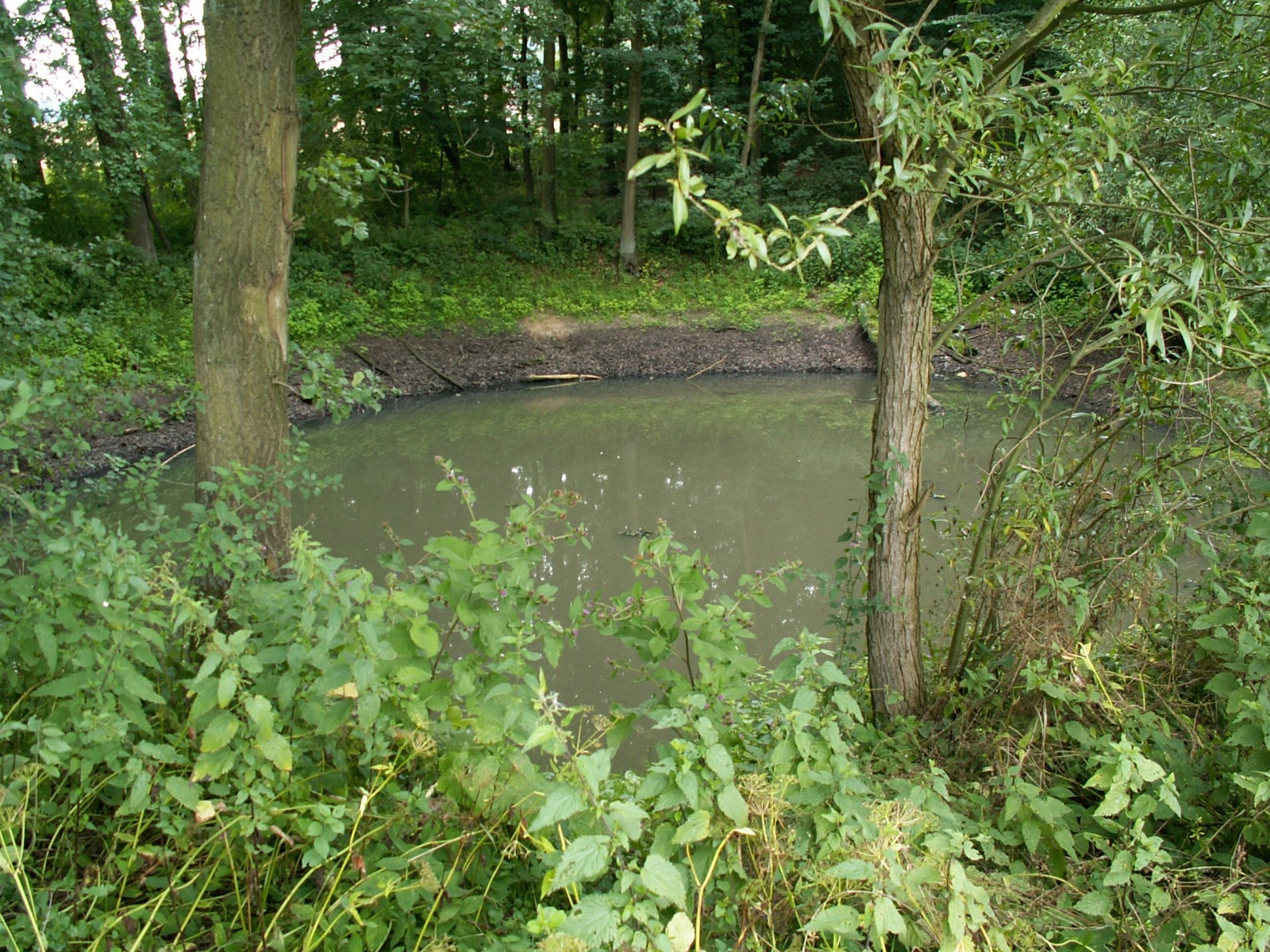
Icker Loch

Icker ist ein Ortsteil in der Gemeinde Belm im Osnabrücker Land, der unter anderem durch drei Erdfälle bekannt ist. Der erste Erdfall (Die „Icker Kuhle“) ereignete sich 1411. Der zweite Erdfall, der „Icker Kolk“ („unergründliche Kolk“, „grundlose Kolk“) existierte etwa von 1564 bis 1864 und war danach wieder verschwunden.
Der dritte Erdfall geschah am 22. April 1782. Er kündigte sich Berichten zufolge mit „heftigen Sausen gleich einem Wirbelwinde und starkem Hagelwetter unter der Erde“ an. Gegen Abend hatte das „Icker Loch“ einen Durchmesser von ungefähr 15 m. Nach weiteren zwei Wochen war es fast doppelt so groß. Das Icker Loch existiert noch heute und hat noch immer einen Durchmesser von etwa 20–25 m. Überlieferungen zufolge soll das Loch 40 Meter tief sein und eine Kutsche soll in ihm versunken sein. Tatsächlich betrug die Wassertiefe 2012 nur 2,2 Meter, wie Taucher der Polizei Niedersachsen bei der Suche nach einem entwendeten Tresor feststellten. Das Icker Loch befindet sich in der Nähe des ehemaligen Icker Kolks, allerdings nicht auf Belmer Gebiet, sondern wenige Meter westlich der Grenze zur Gemeinde Wallenhorst.

#### Vehrte

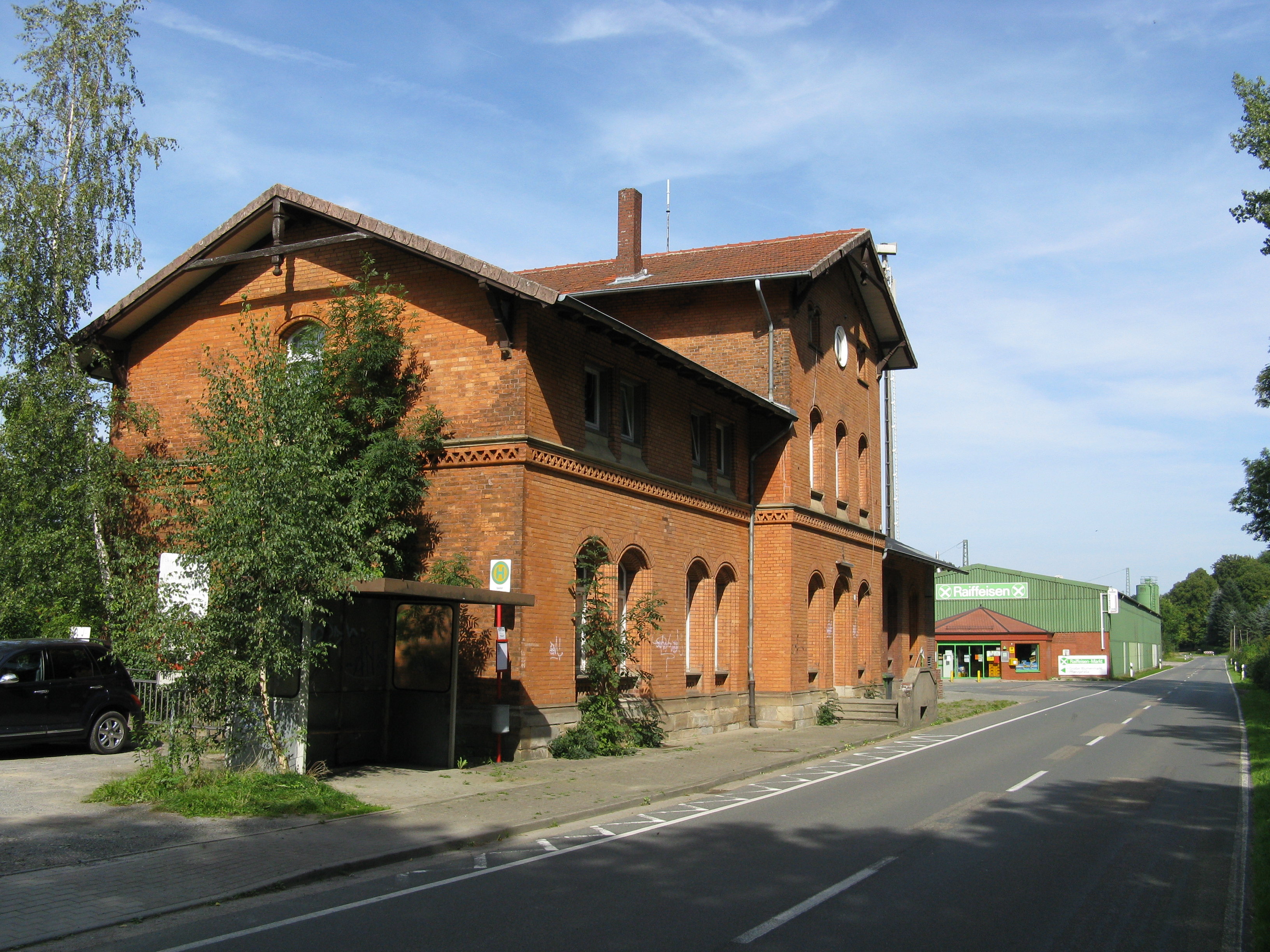
Alter Vehrter Bahnhof

Der Ortsteil Vehrte der Gemeinde Belm liegt etwa 12 km nordöstlich von Osnabrück und ca. 6,5 km nördlich von Belm am Südhang des bewaldeten Wiehengebirges. Er ist im Gegensatz zu vielen anderen Orten der Region keine Durchfahrsiedlung. Der Vehrter Bahnhof befindet sich auf einer Höhe von 127 m ü. NN. außerhalb der Siedlung. Vehrte ist flächenmäßig der größte Teil Belms.
Nordöstlich grenzt der Ortsteil direkt an Schwagstorf, im Nordwesten an Venne (beide Gemeinde Ostercappeln). Der Westen grenzt an den Belmer Ortsteil Icker, der Osten an den Ortsteil Haltern sowie der Süden an den Ortsteil Powe. Zu Vehrte gehört auch das ehemalige Gut Astrup mit seinem im 19. Jahrhundert erbauten und 1955 abgerissenen Schloss Astrup.
Der größte Teil der Einwohner wohnt in Vehrte-Nord, einem vornehmlich nach dem Zweiten Weltkrieg entstandenen Wohngebiet entlang dem Wittekindsweg im Osten und der Bergstraße im Westen. Der Wiehengebirge-Fernwanderweg Wittekindsweg, der DiVa Walk sowie die Straße der Megalithkultur führen hier über das Belmer Gemeindegebiet.
Geologisch ist Vehrte interessant, da im Ort noch verschiedene Spuren der Erdgeschichte zu finden sind. So entstanden in der Jungsteinzeit mehrere Großsteingräber, wie die Großsteingräber bei Vehrte (des „Teufels Backtrog“ und des „Teufels Backofen“) aus den heute noch verbreitet zu sehenden Findlingen oder Menhire wie der Süntelstein oder dem Butterstein im „Steinernen Meer“ auf dem Gattberg, welche als Überbleibsel der Saaleeiszeit häufig in der Region sind. Des Weiteren sind als Reste der Weichsel-Kaltzeit Lössböden in Senken zu finden.

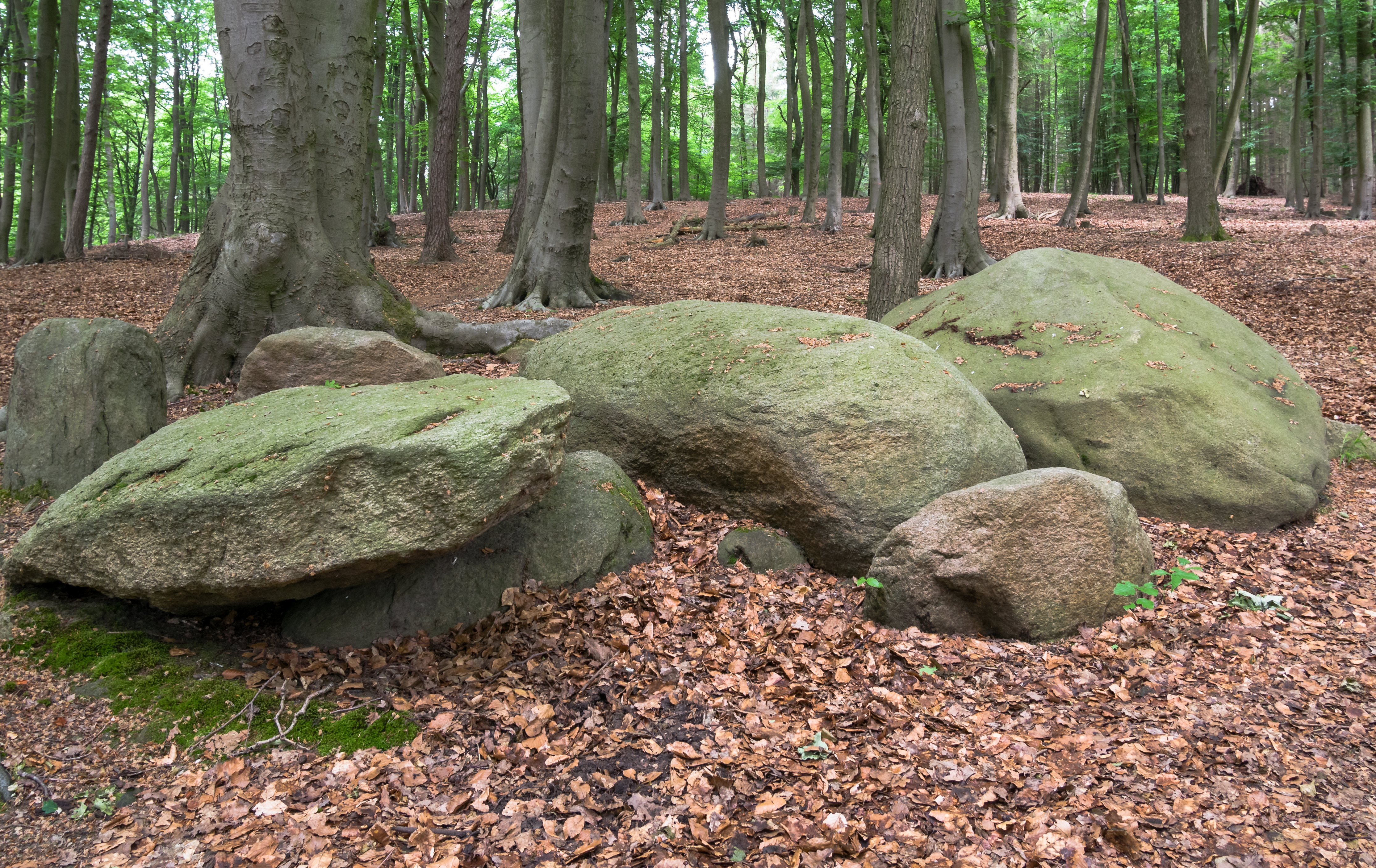
Großsteingrab in Vehrte: Teufels Teigtrog
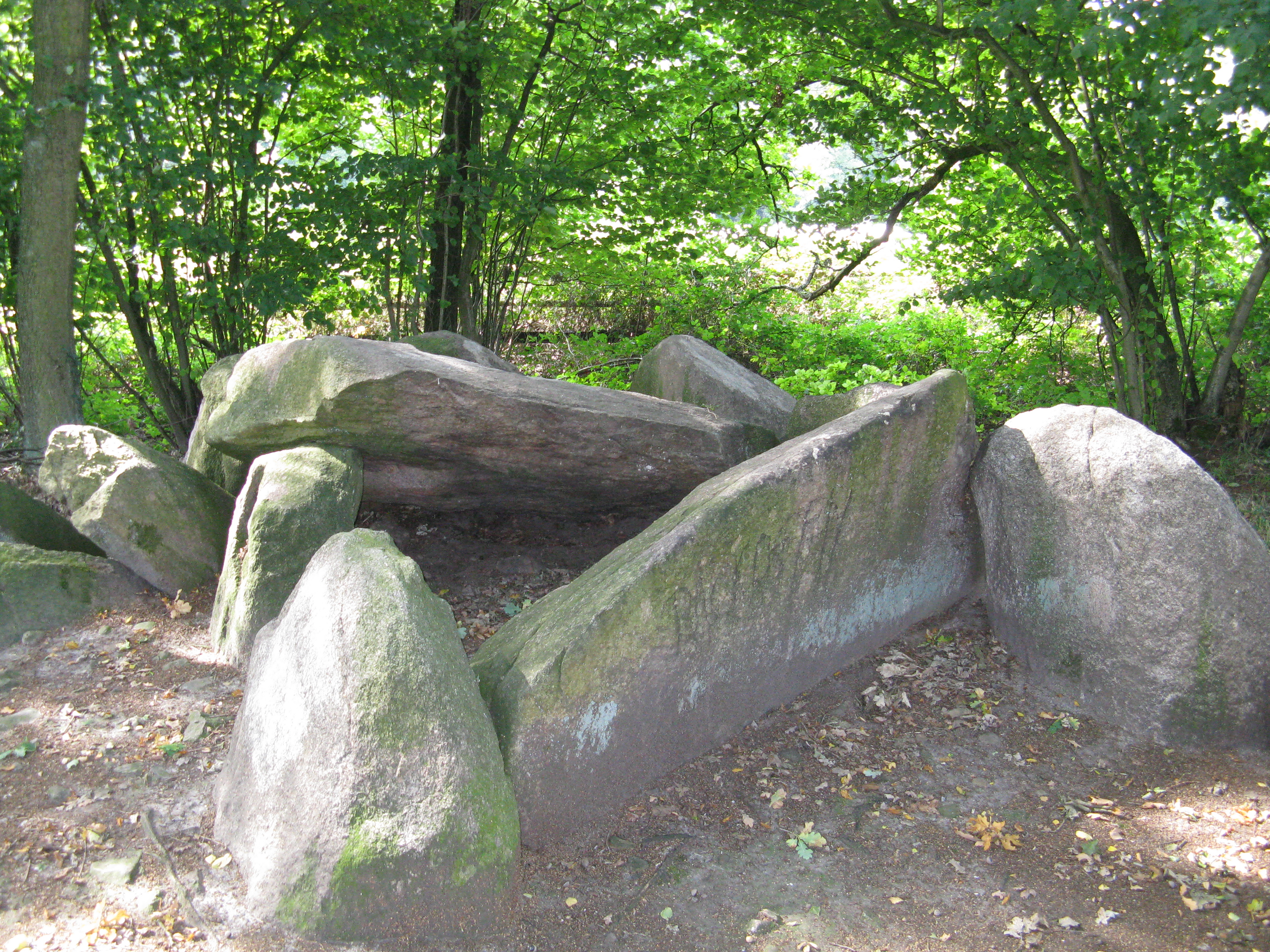
Großsteingrab in Vehrte: Teufels Backofen
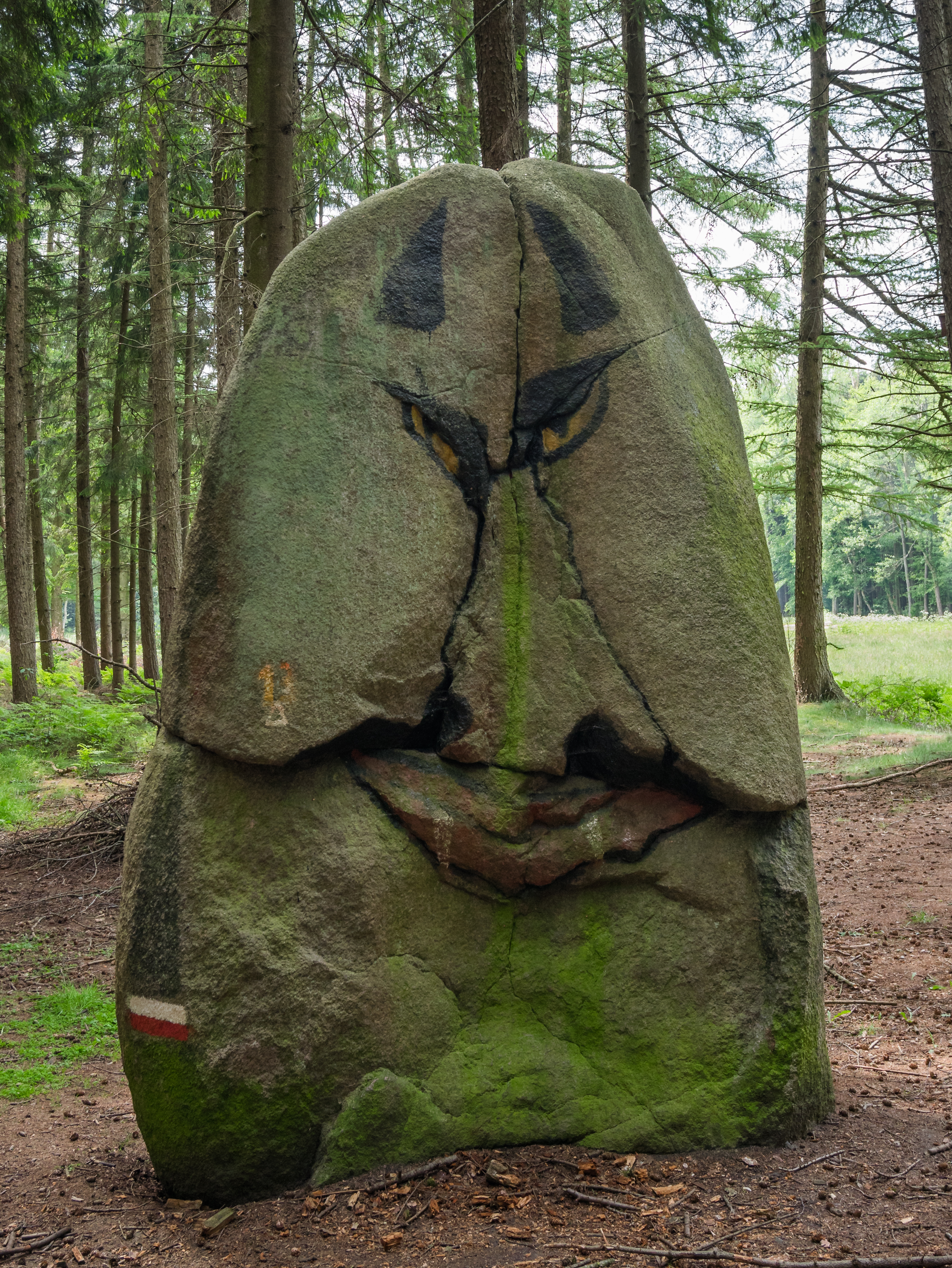
Süntelstein in Vehrte
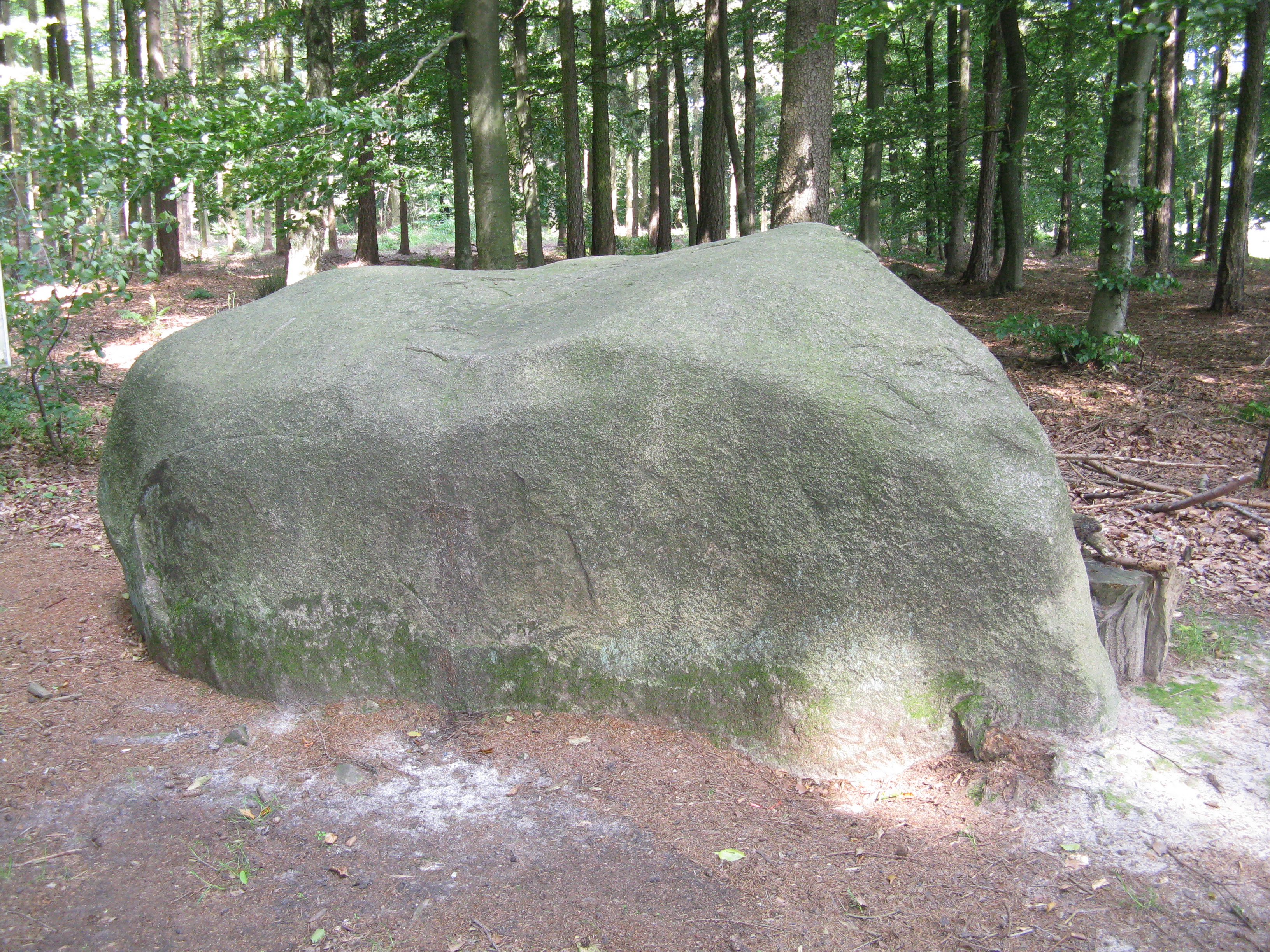
Butterstein im Vehrter Gattberg
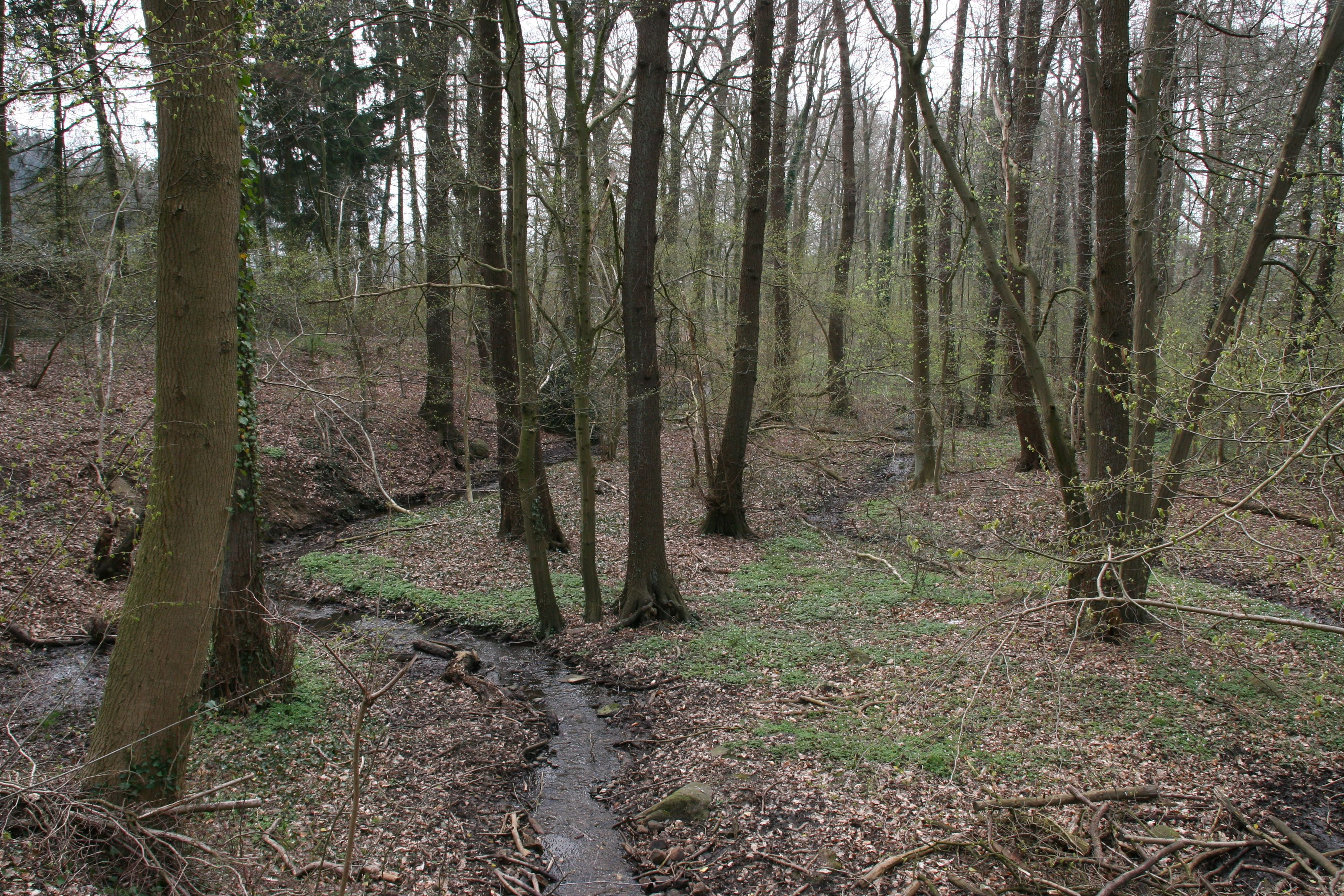
Nettezufluss in Vehrte
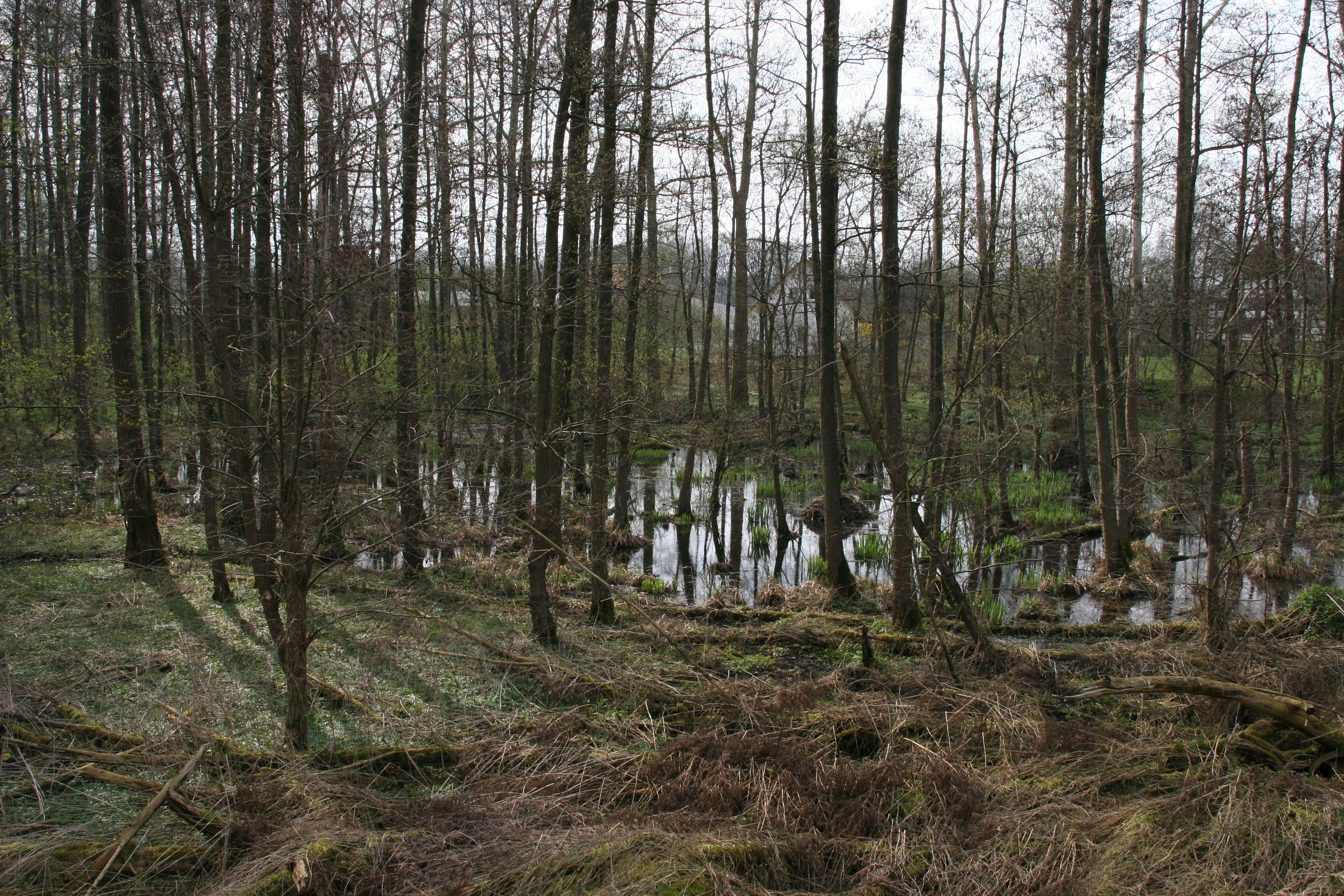
Feuchtgebiet der Nette in Vehrte am Bahnhof

Ein Naturdenkmal ist die Schwarzkreidegrube. Sie ist aus Faulschlamm vor Millionen Jahren entstanden und wurde bis ins 20. Jahrhundert noch abgebaut und exportiert. Schwarzkreide ist ein inkohlter Ölschiefer
Die Ortsteile Vehrte und Icker liegen beide an der Nette.

#### Haltern-Wellingen

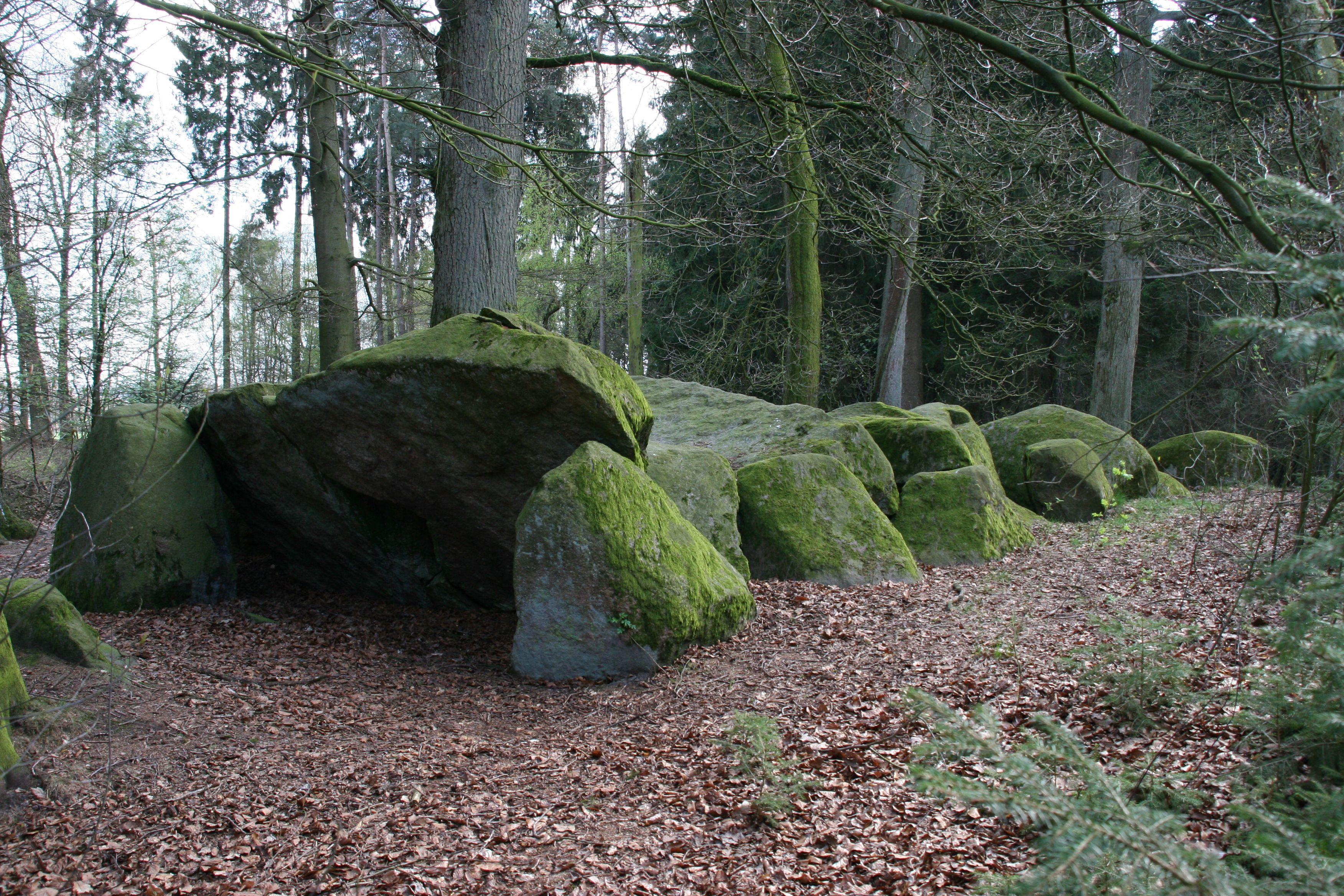
Sloopsteine von Haltern

Haltern und Wellingen bilden den kleinsten Ortsteil und liegen im östlichen Teil des Gemeindegebietes. Eine Sehenswürdigkeit sind die Sloopsteine von Haltern. In Wellingen direkt auf der Grenze zwischen Belm und Bissendorf (postalisch) befindet sich die 18-Loch-Anlage des Osnabrücker Golfclubs.

## Geschichte
Archäologische Funde bezeugen eine Besiedlungsgeschichte, die schon länger als 5000 Jahre andauert. Werkzeuge der Menschen der mittleren und die nordische Megalitharchitektur der Jungsteinzeit (als Beispiel die Sloopsteine in Haltern), Gefäße der Germanen, hier sind vor allem die Brukterer, Chasuarier und Cherusker zu nennen, Münzen der Römer, Geschichten um Widukind und seiner Frau Geva aus karolingischer Zeit, Belm gehörte damals zum Gau Threcwithi (Raum Osnabrück und Tecklenburg), sie alle hinterließen ihre Spuren im Gemeindegebiet. Belms eigentliche Geschichte begann aber erst in der Zeit nach Karl dem Großen, was durch die Gründung der Belmer Mühle um 840 belegt ist. Die heutige Gemeinde Belm umfasst den größten Teil des alten, im 9. Jahrhundert entstandenen Kirchspiels Belm (adlige Eigenkirche). Zu ihm gehörten die Bauerschaften Icker (1090 erste Erwähnung als Ickari), Vehrte (1050 erste Erwähnung als Fariti), Powe, Haltern und Wellingen sowie Gretesch, Darum und Lüstringen. Daraus gingen im 11. Jahrhundert die vier selbständigen Markgenossenschaften Haltern-Wellingen, Vehrte-Powe, Icker und Darum-Gretesch-Lüstringen hervor.
Erste Erwähnung fand der Ort Ende des 12. Jahrhunderts unter der Bezeichnung Belehem. Später wurde daraus Belehm (1224), dann Belham (1483) und am Ende Belm. Im Jahre 1853 schlossen sich die Bauerschaften zur Samtgemeinde Belm zusammen. Im Jahre 1968 vereinigten sich die Gemeinden Belm und Powe freiwillig. Im Zuge der Gebietsreform von 1972 entstand die heutige Gemeinde Belm aus den vorherigen Gemeinden Belm, Haltern, Icker, Powe und Vehrte. Historischer Mittelpunkt des alten Ortskerns Belm ist die im Übergangsstil von Romanik zur Gotik gebaute katholische Kirche Sankt Dionysius (Mitte des 13. Jahrhunderts). Die heutige Mühle entstand im Jahre 1899.
Aufgrund eines Beschlusses des Westfälischen Friedens war das Bekenntnis der Pfarrer aus dem Jahre 1624 ausschlaggebend für die Konfessionszugehörigkeit der Gemeinde. Belm blieb katholisch, obwohl ca. 90 Prozent der Bewohner Protestanten waren. Pfarrer Hoetmar bekannte sich damals zum katholischen Glauben. Erst im Jahre 1812 erhielten die Protestanten durch Napoléon I. von Moskau aus die Erlaubnis, eine Kirche bauen zu dürfen.

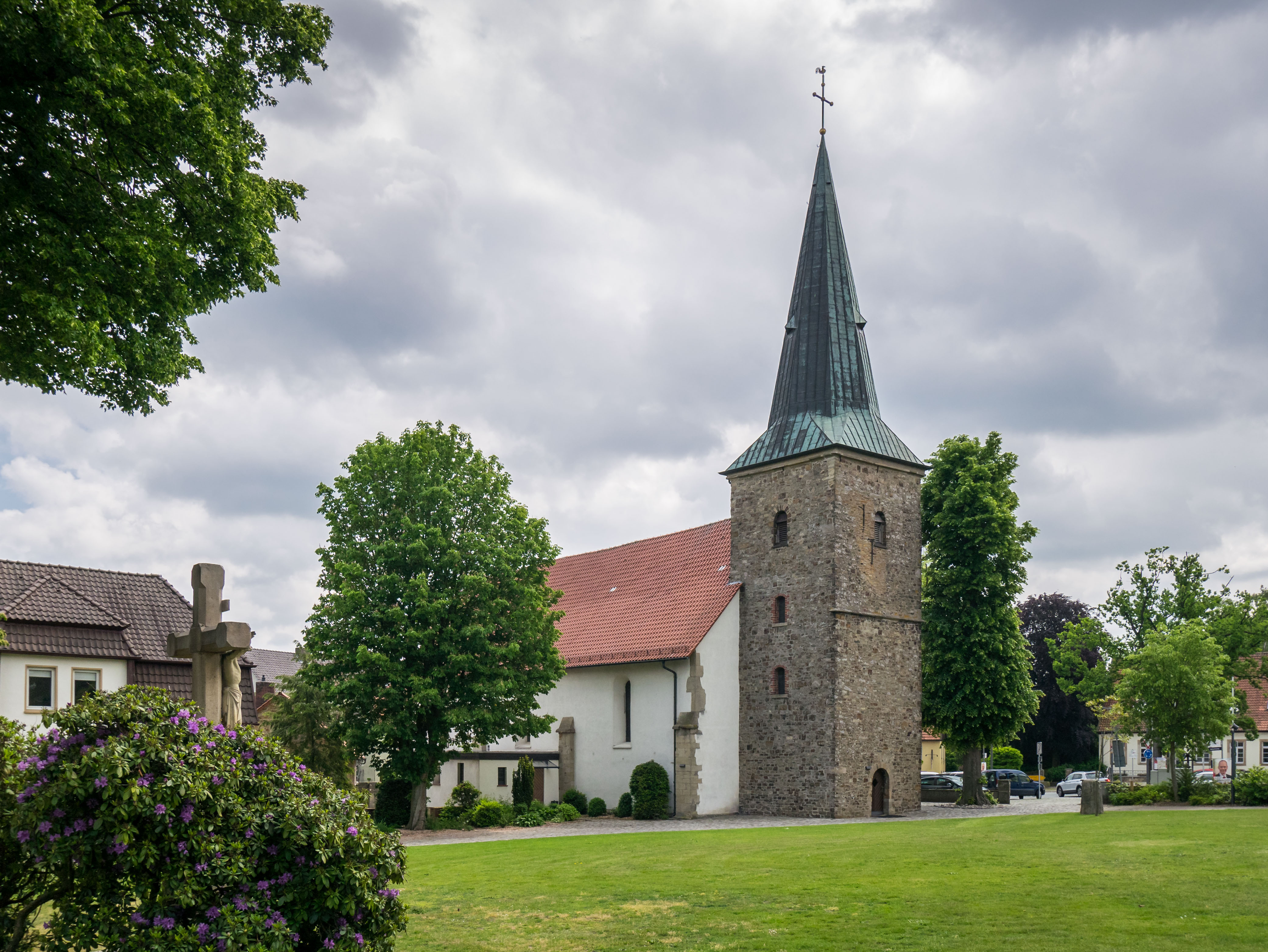
Spätromanische katholische Pfarrkirche Sankt Dionysius (erbaut um 1230)
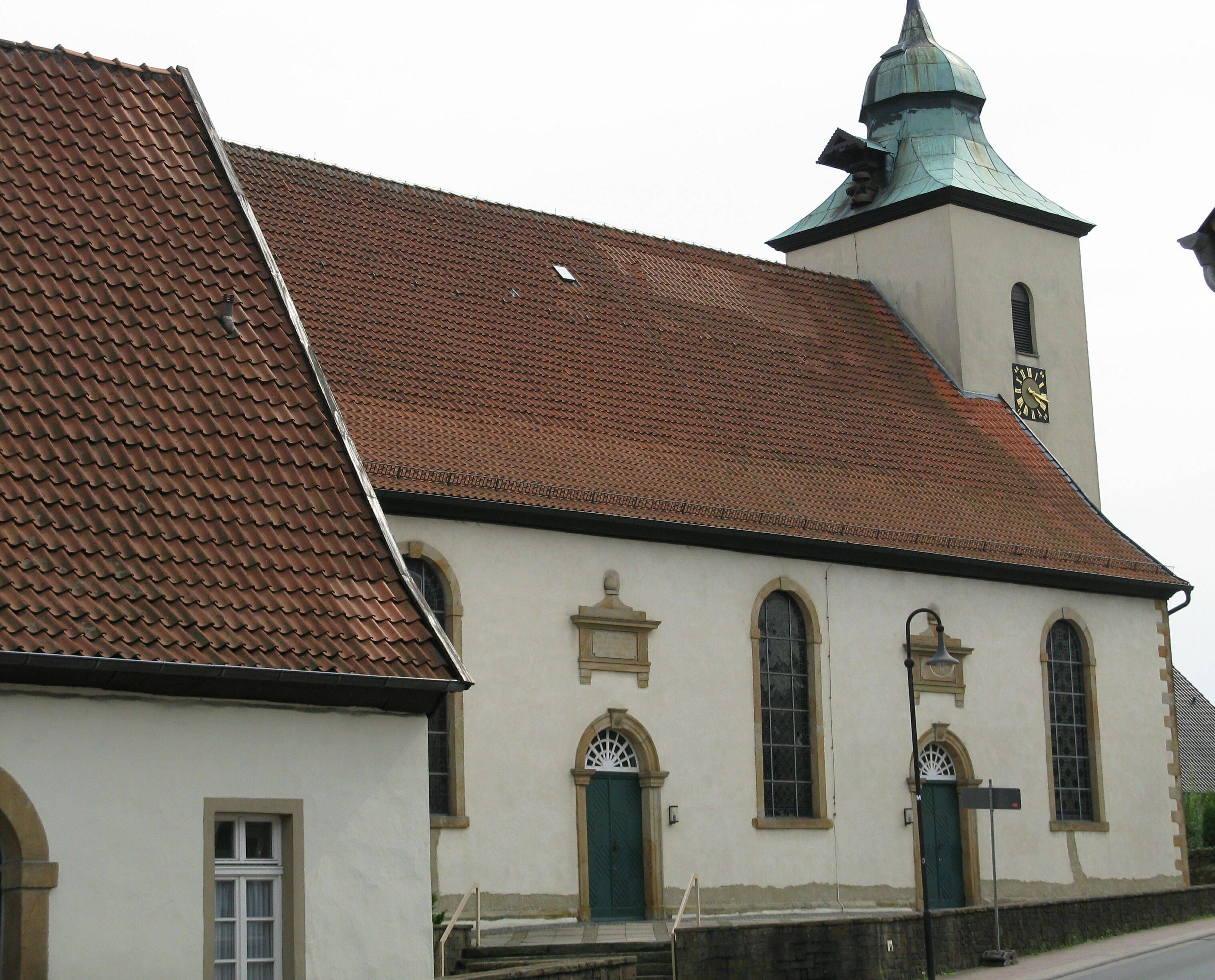
Evangelisch-lutherische Christuskirche (erbaut 1815–1819)
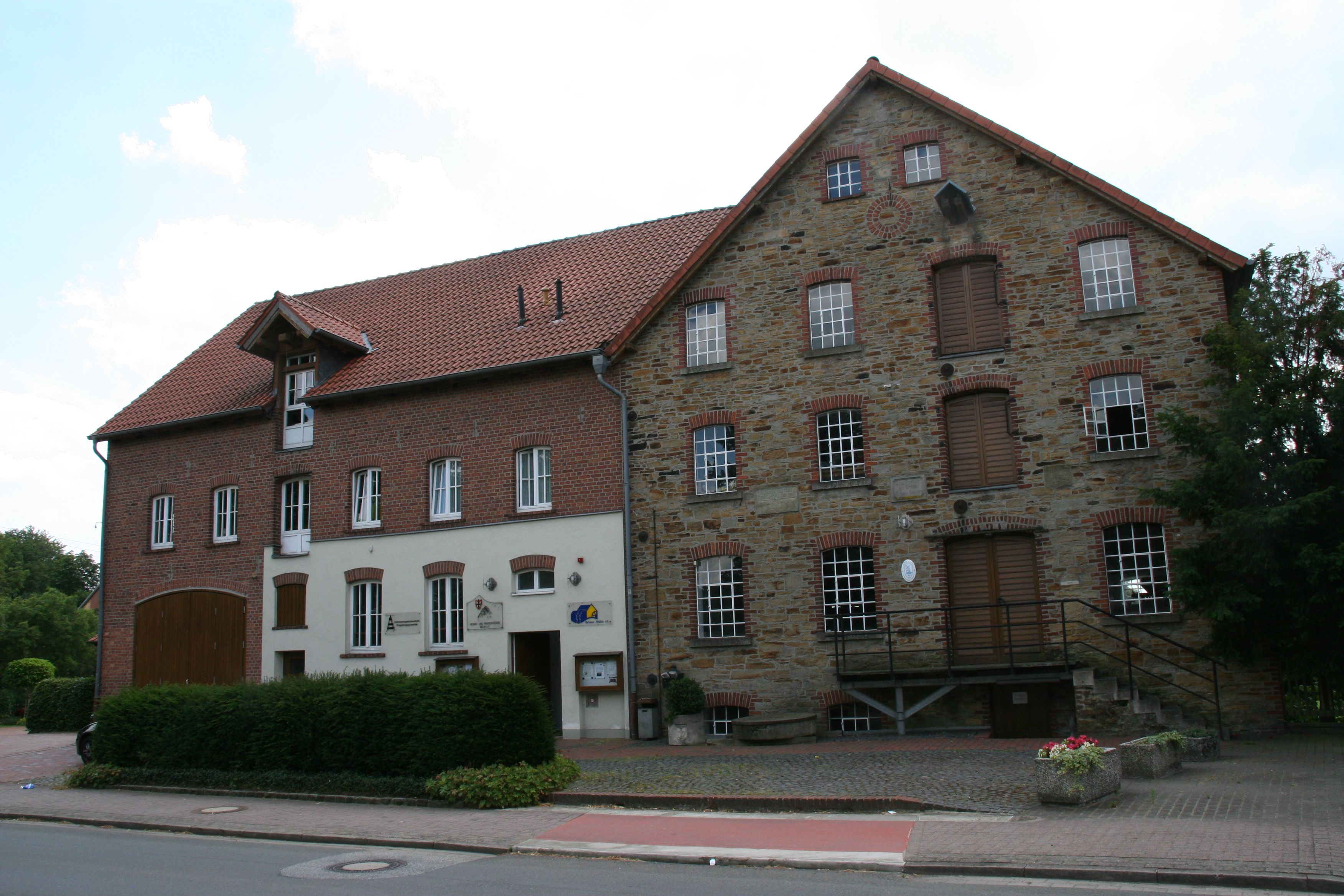
Alte Wassermühle am Tie, gegründet wahrscheinlich um 840

Am 6. August 2001 verursachte ein Tornado der Stärke F1/F2 mitten durch das Ortszentrum der Gemeinde eine sechs Kilometer lange und 50 Meter breite Schneise. Der Gesamtschaden lag bei über 5 Millionen DM.

### Eingemeindungen
Im Jahr 1968 wurden die Gemeinden Belm und Powe zusammengeschlossen. Am 1. Juli 1972 wurden Haltern, Icker und Vehrte eingegliedert.

### Einwohnerentwicklung
| Jahr      | 1939  | 1950  | 1961  | 1970  | 1980   | 1990   | 1995   | 2000   | 2005   | 2010   | 2011   | 2013   | 2015   | 2017   | 2018   | 2024   |
| --------- | ----- | ----- | ----- | ----- | ------ | ------ | ------ | ------ | ------ | ------ | ------ | ------ | ------ | ------ | ------ | ------ |
| Einwohner | 3.977 | 6.350 | 6.353 | 8.559 | 10.617 | 11.824 | 14.359 | 14.012 | 13.818 | 13.583 | 13.516 | 13.553 | 13.581 | 13.729 | 13.888 | 14.095 |

Die Zahlen basieren auf Angaben der Gemeinde Belm (bis 1980) sowie des Landesbetriebes für Statistik und Kommunikationstechnologie Niedersachsen und des Statistikportals des Bundes und der Länder.

### Religionen
Die Religionszugehörigkeit entwickelt sich wie folgt: (Stand Mai 2022):
- Evangelisch-lutherisch: 4246 Einwohner (2005: 5497 Einwohner)
- Römisch-katholisch: 4189 Einwohner  (2005: 5385 Einwohner)
- Reformiert: 175 Einwohner
- Sonstige, keine, ohne Angabe: 5295 Einwohner  (2005: 3463 Einwohner)

## Politik

### Gemeinderat
Der Gemeinderat hat gegenwärtig 26 Mitglieder aus vier Parteien oder Gruppen. Nach niedersächsischem Kommunalverfassungsgesetz müsste der Rat der Gemeinde Belm aufgrund der Einwohnerzahl zwischen 12.001 und 15.000 Einwohnern aus 30 Mitgliedern bestehen, der letzte Gemeinderat hat allerdings von seinem Recht Gebrauch gemacht, die Mitgliederanzahl um 4 zu verringern. Die Ratsmitglieder werden durch eine Kommunalwahl für jeweils fünf Jahre gewählt. Hinzu kommt der Bürgermeister als stimmberechtigter Vorsitzender des Rates.
Die folgende Tabelle zeigt die Kommunalwahlergebnisse seit 1996:
| Rat der Gemeinde Belm: Wahlergebnisse und Gemeinderäte | Rat der Gemeinde Belm: Wahlergebnisse und Gemeinderäte | Rat der Gemeinde Belm: Wahlergebnisse und Gemeinderäte | Rat der Gemeinde Belm: Wahlergebnisse und Gemeinderäte | Rat der Gemeinde Belm: Wahlergebnisse und Gemeinderäte | Rat der Gemeinde Belm: Wahlergebnisse und Gemeinderäte | Rat der Gemeinde Belm: Wahlergebnisse und Gemeinderäte | Rat der Gemeinde Belm: Wahlergebnisse und Gemeinderäte | Rat der Gemeinde Belm: Wahlergebnisse und Gemeinderäte | Rat der Gemeinde Belm: Wahlergebnisse und Gemeinderäte | Rat der Gemeinde Belm: Wahlergebnisse und Gemeinderäte | Rat der Gemeinde Belm: Wahlergebnisse und Gemeinderäte | Rat der Gemeinde Belm: Wahlergebnisse und Gemeinderäte | Rat der Gemeinde Belm: Wahlergebnisse und Gemeinderäte | Rat der Gemeinde Belm: Wahlergebnisse und Gemeinderäte | Rat der Gemeinde Belm: Wahlergebnisse und Gemeinderäte | Rat der Gemeinde Belm: Wahlergebnisse und Gemeinderäte | Rat der Gemeinde Belm: Wahlergebnisse und Gemeinderäte | Rat der Gemeinde Belm: Wahlergebnisse und Gemeinderäte | Rat der Gemeinde Belm: Wahlergebnisse und Gemeinderäte | Rat der Gemeinde Belm: Wahlergebnisse und Gemeinderäte | Rat der Gemeinde Belm: Wahlergebnisse und Gemeinderäte |
| | CDU                                                    | CDU                                                    | SPD                                                    | SPD                                                    | Grüne                                                  | Grüne                                                  | FDP                                                    | FDP                                                    | UWG                                                    | UWG                                                    | AFD                                                    | AFD                                                    | DIE LINKE                                              | DIE LINKE                                              | Einzel- bewerber                                       | Einzel- bewerber                                       | Sonstige                                               | Sonstige                                               | Gesamt                                                 | Gesamt                                                 | Wahl- beteiligung                                      |
| Wahlperiode | %                                                      | Mandate                                                | %                                                      | Mandate                                                | %                                                      | Mandate                                                | %                                                      | Mandate                                                | %                                                      | Mandate                                                | %                                                      | Mandate                                                | %                                                      | Mandate                                                | %                                                      | Mandate                                                | %                                                      | Mandate                                                | %                                                      | Gesamtanzahl der Sitze im Rat                          | %                                                      |
| --- | ------------------------------------------------------ | ------------------------------------------------------ | ------------------------------------------------------ | ------------------------------------------------------ | ------------------------------------------------------ | ------------------------------------------------------ | ------------------------------------------------------ | ------------------------------------------------------ | ------------------------------------------------------ | ------------------------------------------------------ | ------------------------------------------------------ | ------------------------------------------------------ | ------------------------------------------------------ | ------------------------------------------------------ | ------------------------------------------------------ | ------------------------------------------------------ | ------------------------------------------------------ | ------------------------------------------------------ | ------------------------------------------------------ | ------------------------------------------------------ | ------------------------------------------------------ |
| 2021–2026 | 34,60                                                  | 9                                                      | 26,5                                                   | 7                                                      | 16,1                                                   | 4                                                      | 7,9                                                    | 2                                                      | 7,26                                                   | 2                                                      | 5,3                                                    | 1                                                      | 2,4                                                    | 1                                                      | –                                                      | –                                                      | –                                                      | –                                                      | 100                                                    | 26                                                     | 52,4                                                   |
| 2016–2021 | 42,6                                                   | 11                                                     | 29,4                                                   | 8                                                      | 12,1                                                   | 3                                                      | 3,4                                                    | 1                                                      | 12,6                                                   | 3                                                      | –                                                      | –                                                      | –                                                      | –                                                      | –                                                      | –                                                      | –                                                      | –                                                      | 100                                                    | 26                                                     | 51,5                                                   |
| 2011–2016 | 41,7                                                   | 11                                                     | 30,6                                                   | 8                                                      | 15,6                                                   | 4                                                      | 1,0                                                    | 0                                                      | 10,6                                                   | 3                                                      | –                                                      | –                                                      | –                                                      | –                                                      | 0,4                                                    | 0                                                      | –                                                      | –                                                      | 100                                                    | 26                                                     | 49,7                                                   |
| 2006–2011 | 48,4                                                   | 13                                                     | 30,5                                                   | 8                                                      | 8,0                                                    | 2                                                      | 3,4                                                    | 1                                                      | 9,7                                                    | 2                                                      | –                                                      | –                                                      | –                                                      | –                                                      | –                                                      | –                                                      | –                                                      | –                                                      | 100                                                    | 26                                                     | 51,3                                                   |
| 2001–2006 | 51,7                                                   | 16                                                     | 28,2                                                   | 9                                                      | 3,9                                                    | 1                                                      | 2,6                                                    | 0                                                      | 13,6                                                   | 4                                                      | –                                                      | –                                                      | –                                                      | –                                                      | –                                                      | –                                                      | –                                                      | –                                                      | 100                                                    | 30                                                     | 57,4                                                   |
| 1996–2001 | 46,7                                                   | 16                                                     | 29,5                                                   | 9                                                      | 5,7                                                    | 1                                                      | 1,7                                                    | 0                                                      | 15,4                                                   | 5                                                      | –                                                      | –                                                      | –                                                      | –                                                      | 0,9                                                    | 0                                                      | –                                                      | –                                                      | 100                                                    | 31                                                     | 66,7                                                   |
| Prozentanteile gerundet. Quellen: Landesbetrieb für Statistik und Kommunikationstechnologie Niedersachsen, Landkreis Osnabrück. Bei unterschiedlichen Angaben in den genannten Quellen wurden die Daten des Landesbetrieb für Statistik und Kommunikationstechnologie verwendet, da diese eine insgesamt höhere Plausibilität aufweisen. |                                                        |                                                        |                                                        |                                                        |                                                        |                                                        |                                                        |                                                        |                                                        |                                                        |                                                        |                                                        |                                                        |                                                        |                                                        |                                                        |                                                        |                                                        |                                                        |                                                        |                                                        |

### Bürgermeister
Seit 2001 wird das Bürgermeisteramt hauptamtlich besetzt.
- 1967–1976: Heinrich Meyer-Osterhus (CDU)
- 1976–1989: Ludwig Glüsenkamp (CDU)
- 1989–2013: Bernhard Wellmann (CDU)[49]
- seit 2013: Viktor Hermeler (parteilos)

Bei der Direktwahl am 22. September 2013 erhielt Viktor Hermeler 67,54 Prozent der abgegebenen Stimmen. Die Wahlbeteiligung betrug 69,15 Prozent. Die Amtszeit begann am 1. November 2013. Bei der letzten Bürgermeisterwahl 2021 wurde Hermeler mit 77,79 Prozent der Stimmen im Amt bestätigt.

### Wappen

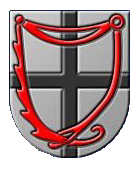
Belmer Wappen

Der silberne Hintergrund stellt das Grau des Süntelsteins dar, während das Kreuz auf dessen senkrechten und waagerechten Sprung im Stein hinweist sowie auf die Jahrhunderte andauernde Herrschaft des Bischofs von Osnabrück. Der rote Kesselhaken bezieht sich auf eine ehemals in Belm ansässige Grundbesitzerfamilie. Ferner repräsentieren die Farben silber und schwarz die Stadt Osnabrück und die Farben rot und schwarz das Bistum Osnabrück.

### Städtepartnerschaften
Die Gemeinde Belm unterhält derzeit eine innerdeutsche und zwei internationale Partnerschaften.
- Elterlein
- Kolno (Groß Köllen)
- Englewood

Seit dem 14. September 2004 gibt es eine offizielle Städtepartnerschaft mit der Stadt Elterlein im Erzgebirge. Die freundschaftlichen Beziehungen basieren auf ersten Kontakten in den 1950er Jahren. Eine zweite Partnerschaft wurde am 26. Mai 2006 mit der Gemeinde Kolno in Polen geschlossen. Kolno (ehem. Groß Köllen) liegt im Powiat Olsztyński (ehem. Allenstein) in der Woiwodschaft Ermland-Masuren. Die dritte Partnerschaft wurde am 26. Juli 2007 offiziell in Englewood, Colorado, geschlossen. Englewood ist ein Vorort im Süden von Denver.

## Kultur, Sport und Veranstaltungen

### Kultur
Belm ist Sitz des Senders Radio Marabu.
BiKult e. V.
BiKult bedeutet „Verein für Bildung und Kultur in Belm“.
Er organisiert Kurse und Seminare der Belmer Kreisvolkshochschule sowie auch eine große Anzahl kultureller Angebote wie Reisen, Ausstellungsbesuche und kreative Freizeitgestaltung unterschiedlichster Ausprägung.
Belmer-Mühle e. V.
Der Verein widmet sich dem Erhalt des historischen Gebäudes „Belmer Mühle“
und der dazugehörigen Mühlentechnik und stellt Räume für Veranstaltungen und Kunstausstellungen zur Verfügung. Ferner bietet er Demonstrationen der Mühlentechnik anlässlich des Deutschen Mühlentages sowie für Schulen, Kindergärten und sonstige Gruppen.

### Musik
Musikcorps Belm e. V.
Der überregional bekannte Verein widmet sich der Blasmusik mit einem breiten Repertoire. Ein Höhepunkt der Vereinsarbeit ist die alljährliche Teilnahme am Schull- und Veedelsumzug beim Kölner Karneval.

### Bauwerke
- Belmer Mühle, um 840 gegründet, letzter Neubau im Jahre 1899
- Romanisch-gotische Kirche Sankt Dionysius (Mitte des 13. Jahrhunderts)
- Evangelisch-lutherische Christuskirche, erbaut 1815–1819
- Römisch-katholische Kirche Schmerzhafte Mutter, erbaut 1922–1923
- Schinkelturm, ein 158 Meter hoher Fernmeldeturm direkt an der Belmer Grenze auf Osnabrücker Grund

### Naturschutzgebiete und Naturdenkmäler
- Naturschutzgebiet „Steinernes Meer“ mit dem Gattberg
- Erdfall „Icker Loch“
- Belmer Mergelkuhle
- Schwarzkreidegrube in Vehrte
- Natur- und Geopark TERRA.vita
- Eiche mit einem Brusthöhenumfang von 6,50 m (2016)[54]

### Sportvereine
- Motor-Sport Vehrte e. V. im ADAC[55]
- Sportvereinigung Concordia Belm-Powe e. V.[56]
- Spiel und Sport Vehrte e. V.[57]
- Tennis-Club Belm e. V.[58]

### Regelmäßige Veranstaltungen
Eine Veranstaltungsreihe ist der sogenannte „Belmer Kultursommer“. Im Juli und August wird ein Musikprogramm „draußen und umsonst“ geboten. Kooperationspartner ist seit 2010 das Gasthaus Lecon, das in den Sommermonaten mit „Lecons Musikabenden“ ein Musikprogramm anbietet.
Eine weitere Veranstaltung ist das jährliche Belmer Feuerwehrfest vom 30. April bis 1. Mai mit einem „Tanz in den Mai“. Am zweiten Sonntag im September veranstaltet der Verein Motor-Sport-Vehrte seine „Oldtimer-Rallye“ mit Teilnehmern aus dem Umkreis und historischen Fahrzeugen. Das zweite Oktoberwochenende steht seit mehr als hundert Jahren im Zeichen der Belmer Kirmes.
Am ersten Septemberwochenende veranstaltet das „Forum Belmer Unternehmen (FBU)“ den Belmer Septembermarkt mit Gewerbeschau.
Der Belmer Weihnachtsmarkt findet traditionell am ersten Adventswochenende im alten Ortskern statt. Im Zwei-Jahres-Rhythmus gibt es auch im Ortsteil Vehrte einen kleinen Weihnachtsmarkt. Am zweiten Adventswochenende veranstaltet das Musikcorps Belm ein Adventskonzert.

## Wirtschaft und Infrastruktur

### Verkehr
Die Bundesstraßen 51 und 65 durchqueren das Gemeindegebiet auf einer gemeinsamen Strecke von Nordosten nach Südwesten, seit Dezember 2019 führen diese nicht mehr durch den Ortskern, sondern auf einer vierspurigen Umgehungsstraße, die direkt in die Bundesautobahn 33 nach Bielefeld mündet. Diese Autobahn soll schon seit Jahrzehnten weitergebaut werden, um die Lücke zur A 1 zu schließen. Die Bundesautobahn 30 Bad Oeynhausen-Amsterdam/Hengelo (Niederlande) ist ca. 7 km von der Gemeinde Belm entfernt und somit auch der Zubringer zur Bundesautobahn 1 Bremen. (12 km ab Kreuz Osnabrück Süd bis zur A 1).
Die Bahnstrecke Wanne-Eickel–Hamburg führt durch Belmer Gebiet. Der Bahnhof im Gemeindeteil Belm wird jedoch seit den 1950er Jahren, der im Gemeindeteil Vehrte seit den 1970er Jahren nicht mehr bedient. Beide dienen heute noch als Betriebsbahnhof. Inzwischen wird allerdings, auch dank regionaler Bürgerinitiativen, eine Wiederaufnahme des Verkehrs an beiden Standorten geplant. Dabei soll der Halt Belm-Mitte zentraler als der historische Bahnhof liegen. Er ist nahe der dortigen Marktkauffiliale geplant. Der Halt in Belm ist auch Teil des Konzeptes für eine S-Bahn Münsterland.
Im ÖPNV ist Belm durch Linien-Regionalbusse im 10-Minuten-Takt an Osnabrück angebunden. Weitere Regionalbusse fahren im Stundentakt nach Icker, Vehrte und Ostercappeln. Mit Einführung des neuen geplanten Liniennetzes ab Februar 2020 ist Belm mit der MetroBus-Linie M4 Richtung Hellern angebunden, die Fahrzeuge fahren seit 2022 elektrisch.

### Arbeitsplätze
In Belm arbeiteten am 1. Juni 2005 2371 sozialversicherungspflichtige Beschäftigte.

### Unternehmen

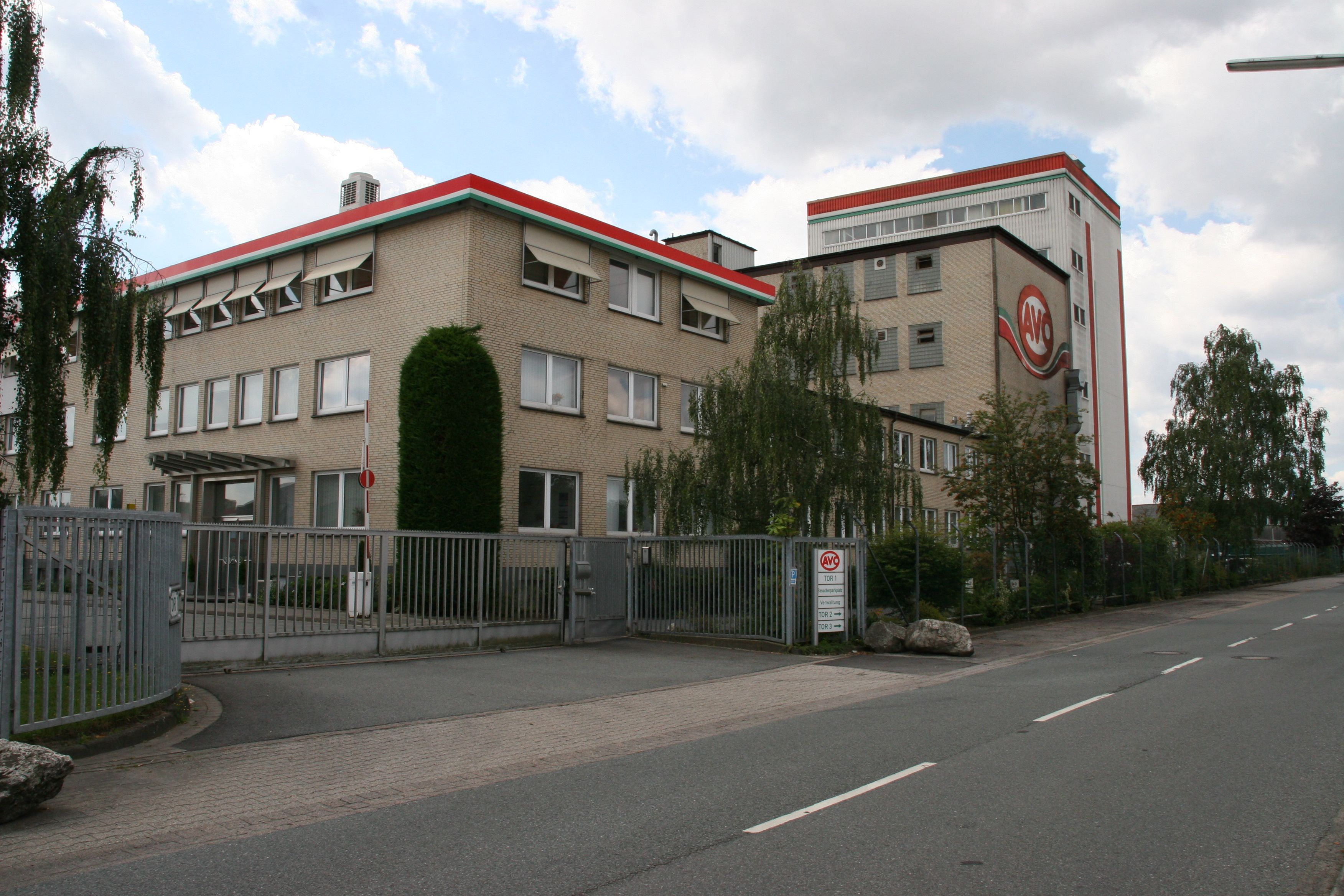
AVO-Werke: Verwaltung und Teile der Produktion

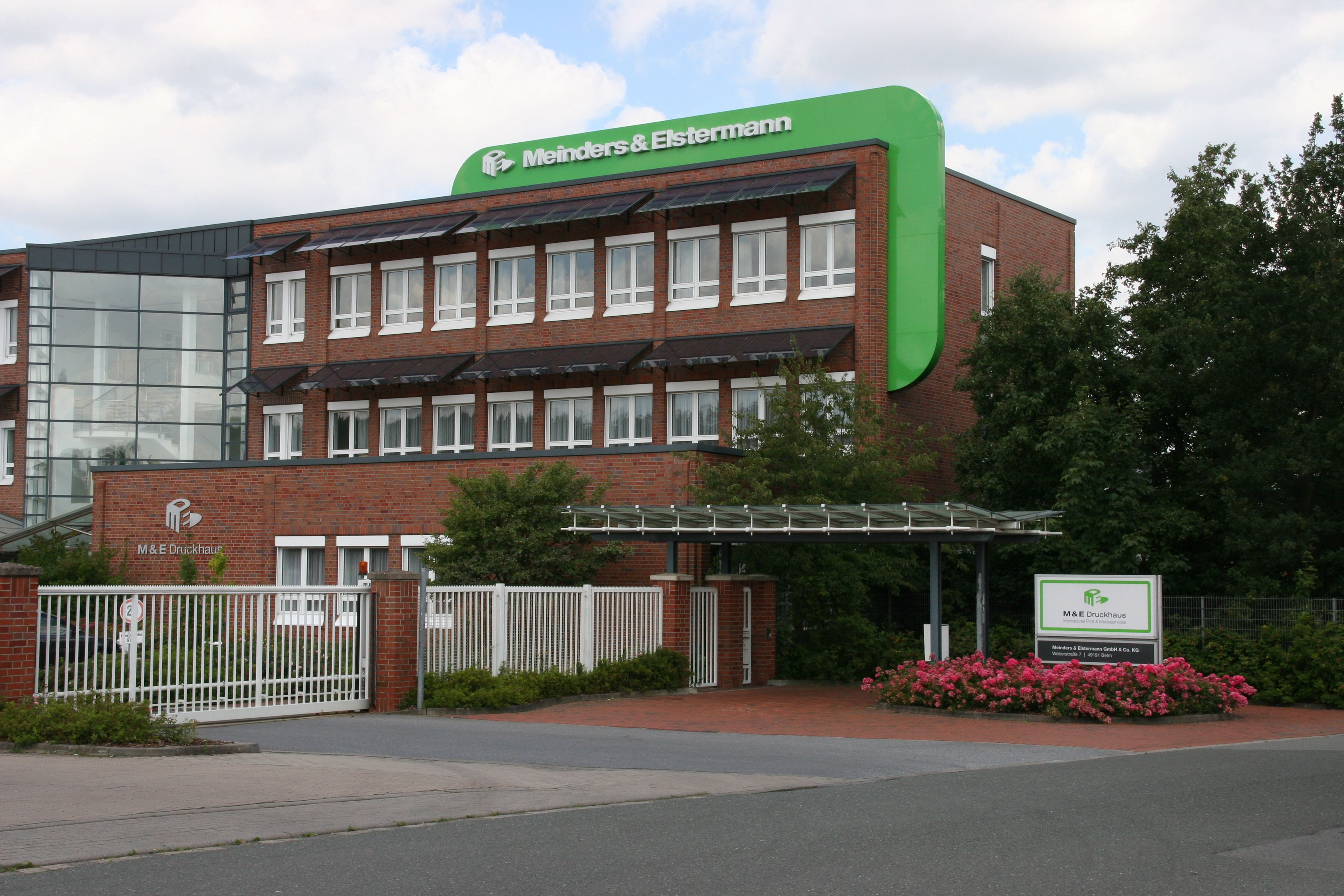
Verlagshaus Meinders & Elstermann

In Belm sind jegliche Geschäfte (Lebensmittel, Textil, Möbel und Haushaltswaren) zur Grundversorgung vorhanden. Darüber hinaus ist Belm Standort mehrerer größerer Filialisten (Elektro, Bau und Warenhaus) sowie Sitz von Unternehmen der Chemie- und Lebensmittelindustrie und des Verlagswesens.
Zu den größeren Unternehmen mit ihren Hauptsitzen in Belm zählen:
- AVO-Werke August Beisse GmbH, Gewürzwerk, über 600 Beschäftigte
- mfh systems GmbH, Heizsysteme, etwa 50 Beschäftigte
- Meinders & Elstermann GmbH & Co. KG, Druck- und Verlagswesen[66]
- OSNATOL-Werk GmbH & Co. KG, Lackfabrik
- vallo & vogler GmbH, Oberflächenveredelung, etwa 100 Beschäftigte

Weitere für die Gemeinde bedeutende Unternehmen kommen aus den Bereichen Garten- und Landschaftsbau, Heizung/Sanitär/Solar, KFZ, Mineralbrunnen, Werbetechnik und Gesundheitswesen sowie Supermärkte und Großmärkte.

### Bildungseinrichtungen
Im Ortsteil Belm gibt es eine Oberschule (Johannes-Vincke-Schule) mit Haupt- und Realschule sowie Gymnasium bis Klasse 10 incl. Ganztagsangebot, hinzu kommen zwei Grundschulen.
In den Ortsteilen Vehrte und Icker gibt es je eine Grundschule. Ferner wird eine frühkindliche Betreuung durch insgesamt sechs Kindergärten angeboten.

### Öffentliche Einrichtungen
Die Gemeinde Belm hält eine Freiwillige Feuerwehr in Form einer Schwerpunktfeuerwehr vor. Aufgrund der Bebauung der Gemeinde mit siebenstöckigen Wohnhäusern hält die Feuerwehr eine DLK 23-12 vor und für die Technische Hilfeleistung bei Verkehrsunfällen steht ein HLF 20/16 zur Verfügung. Auch das HTLF ist hierfür mit einem hydraulischen Rettungssatz ausgestattet. Ein ELW 1 vervollständigt den Löschzug, der – insbesondere für die Wasserversorgung über lange Wegstrecken – durch ein GW-L ergänzt wird. Für die Kreisfeuerwehr wird zudem ein GW-Gefahrgut2 besetzt.

## Persönlichkeiten

### Söhne und Töchter Belms
- Hermann Grupe (1881–1949), plattdeutscher Dichter
- Gustav Meyer zu Belm (1889–1953), Abgeordneter (DVP) des Deutschen Reichstags der Weimarer Republik
- Richard Landwehrmeyer (1929–2006), Bibliothekar
- Ingo Petzke (* 1947), (Film)Wissenschaftler, Filmemacher und Autor
- Anette Meyer zu Strohen (* 1955), Politikerin (CDU)
- Jonas Glüsenkamp (* 1988), Kommunalpolitiker (Bündnis 90/Die Grünen) in Bayern

### Persönlichkeiten, die mit der Gemeinde in Verbindung stehen
- Meister von Osnabrück, Bildschnitzer und Bildhauer des 16. Jahrhunderts
- Meister des Belmer Andreas, Bildschnitzer und Bildhauer des 16. Jahrhunderts
- Albrecht Friedrich Ludolph Lasius (1752–1819), Hofprediger und Konsistorialpräsident war ab 1812 erster lutherischer Pastor in Belm
- Johannes Vincke (1892–1975), römisch-katholischer Kirchenrechtler und Kirchenhistoriker
- Friedrich Sprang (1932–2017), Vorsitzender Richter am Bundessozialgericht
- Heinz Koch (* 1949), Fußballspieler (VfL Osnabrück und Borussia Mönchengladbach)[67][68]
- Sebastian Lodter (* 1978), Fußballspieler (VfL Osnabrück und Preußen Münster), heute Konrektor der Grundschule Belm[69]
- Michael Lübbersmann (* 1961), Politiker (CDU) und ehemaliger Landrat des Landkreises Osnabrück
- Sascha Weidner (1974–2015), Fotograf und Künstler, lebte in Belm und Berlin[70][71]
- Lars Schiersand (* 1975), Fußballspieler und -trainer (VfL Osnabrück,  Holstein Kiel und SV Concordia Belm-Powe)[72]
- Christian Schiffbänker (* 1983), Fußballspieler (VfL Osnabrück), ehemaliger Rektor der Oberschule Belm.[73]

## Ehrenbürger
- Heinrich Kreutzjans (1930–2013), Pastor (2007)